# Hendrik Verwoerd
Hendrik Frensch Verwoerd (Ámsterdam, Países Bajos, 8 de septiembre de 1901-Ciudad del Cabo, Sudáfrica, 6 de septiembre de 1966) fue un político, supremacista blanco, profesor universitario y sociólogo sudafricano oriundo de los Países Bajos, que ejerció como primer ministro de Sudáfrica desde 1958 hasta su asesinato en 1966. Es considerado como el arquitecto del apartheid, el sistema de segregación racial que imperó en Sudáfrica entre 1948 y 1994.
Hijo de una familia neerlandesa que emigró a Sudáfrica cuando él tenía 2 años, se doctoró en 1924 por la Universidad de Stellenbosch y después se marchó a Alemania para completar su formación en Psicología, Sociología y Filosofía. Cuando regresó a su país en 1928, la Universidad de Stellenbosch le nombró profesor de Psicología Aplicada y en 1933 le ascendió a responsable del departamento de Sociología.
De su etapa profesional desarrolló un ideario político nacionalista afrikáner, centrado en la defensa del pueblo afrikáner, en la independencia de Sudáfrica del Imperio británico y en la religión calvinista. El conservador Partido Nacional contó con él como redactor jefe del diario Die Transvaler, con el objetivo de expandir el ideario de la formación, y en 1948 fue elegido senador. Desde 1950 fue ministro de Asuntos Nativos en los gobiernos de Daniel François Malan (1948-1953) y J. G. Strijdom (1954-1958), cargo desde el que impulsó las primeras reformas del apartheid como el Registro de Población (1950), la Group Area Acts (1952) y la limitación del currículum educativo para los ciudadanos de raza negra. Tras la muerte de Strijdom, Hendrik Verwoerd fue nombrado primer ministro de Sudáfrica en 1958.
Su mandato se caracterizó por la creación de los «bantustán» —reservas tribales de habitantes no blancos, separados de la población afrikáner—, la retirada del derecho a voto de la población negra y la represión a los movimientos opositores, cuyo máximo exponente fue la matanza de Sharpeville (1960) y la ilegalización del Congreso Nacional Africano. Verwoerd impulsó el referéndum de 1960 que condujo a la proclamación de la República de Sudáfrica el 31 de mayo de 1961. La Sudáfrica de Verwoerd tenía una de las poblaciones carcelarias más altas del mundo y fue testigo de un gran número de ejecuciones y flagelaciones. A mediados de la década de 1960, el gobierno de Verwoerd había sofocado en gran medida la resistencia civil interna al apartheid empleando un poder legislativo extraordinario, leyes draconianas, intimidación psicológica y los implacables esfuerzos del aparato de seguridad del Estado blanco.
Su defensa del apartheid fue condenada por la Organización de las Naciones Unidas y la mayor parte de la comunidad internacional a través de sanciones y embargos. Tras sobrevivir a un atentado en 1960, el 6 de septiembre de 1966 fue asesinado en Ciudad del Cabo.

## Biografía
Hendrik Verwoerd nació en Ámsterdam (Países Bajos) en 1901, siendo el segundo hijo del matrimonio formado por Wilhelmus J. Verwoerd y Anje Strik. Cuando tenía 2 años, toda la familia se marchó a vivir a la Colonia del Cabo por iniciativa de su padre, interesado en el pueblo afrikáner tras la segunda guerra bóer. El joven Hendrik cursó la educación básica en una escuela de Ciudad del Cabo hasta 1912. Más tarde la familia se trasladaría a Bulawayo (Rodesia, actual Zimbabue); el hijo fue matriculado en el Milton High School y pudo beneficiarse de una beca concedida por  Alfred Beit magnate, propietario de minas de oro y diamantes en Sudáfrica.
En 1917 los Verwoerd se establecieron en Colonia del Río Orange, luego de que su padre asumiera un puesto en la Iglesia Reformada de Brandfort. Ingresa en la Universidad de Stellenbosch para estudiar teología, graduándose con honores por la promoción de 1921. Tras completar su formación con estudios en psicología y filosofía en el mismo centro, obtuvo en 1924 el doctorado cum laude con una tesis sobre procesos del pensamiento.
Gracias a su expediente académico, Hendrik pudo marcharse a Alemania en 1926 con una beca postdoctoral para estudiar en las universidades de Berlín, Hamburgo y Leipzig, durante un semestre en cada una. La razón que le llevó a marcharse allí fueron las ganas de recibir clases de profesores como William Stern, Wolfgang Köhler, Otto Lipmann y Felix Krueger, todos ellos eminencias en el ámbito de la psicología. Al regresar a Sudáfrica en 1928, la Universidad de Stellenbosch le concedió una plaza en Psicología Aplicada y Psicotécnica. Seis años más tarde fue nombrado responsable del departamento de Sociología. Su interés por ese campo se incrementó durante la Gran Depresión, participando en trabajos sociales para ayudar a los sudafricanos de raza blanca sin recursos.
Durante su estancia en Alemania conoció a su novia, Betsie Schoombie (1902-2000), con la que contrajo matrimonio en Hamburgo en 1927. La pareja tuvo siete hijos. Betsie fue una de las primeras residentes del asentamiento afrikáner de Orania y mantuvo hasta su muerte un museo con objetos personales del mandatario. Su encuentro con Nelson Mandela en 1995 fue interpretado como un gesto de reconciliación.

## Carrera política

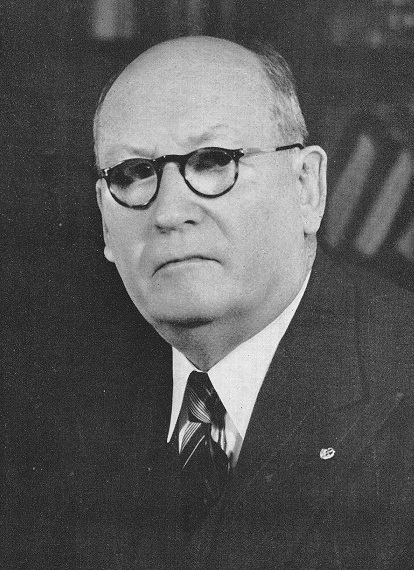
Daniel Malan, primer ministro entre 1948 y 1953, nombró a Verwoerd ministro de Asuntos Nativos.

De su experiencia en trabajo social, Verwoerd desarrollaría un interés creciente por el nacionalismo afrikáner, basado en la creación de una república cristiana-nacionalista en Sudáfrica y en la oposición al dominio británico. El conservador Partido Nacional, que había obtenido los peores resultados electorales de su historia, pudo convencer al profesor para que asumiera el puesto de redactor jefe del diario Die Transvaler, dirigido a los habitantes del Transvaal y cuyo objetivo final era reconquistar a los votantes de la formación. El primer número salió a la venta el 1 de octubre de 1937.
A través de una línea editorial nacionalista, anglófoba y proteccionista, los editoriales del periódico eran muy críticos con el gobernante Partido Unido, con el mariscal Jan Smuts y con el papel sudafricano respecto al Reino Unido. En ese sentido, diversos historiadores han acusado a Die Transvaler de haberse negado al asilo humanitario de judíos alemanes y de rechazar la alianza militar con el ejército británico durante la Segunda Guerra Mundial. Sin embargo, Verwoerd también hizo campaña contra el Ossewabrandwag, la organización pronazi de Sudáfrica y enfrentada al Partido Nacional.
Cuando la guerra terminó, Die Transvaler jugó un importante papel entre la comunidad afrikáner al pedir el voto en las elecciones de 1948 para Daniel François Malan, un anterior clérigo de la Iglesia Reformada. El Partido Nacional Reunificado llevó un programa electoral que prometía la autodeterminación de Sudáfrica y el refuerzo legal de medidas de segregación racial en pro de los sudafricanos blancos, el apartheid. A pesar de obtener menos votos en total, el apoyo de las circunscripciones rurales fue clave para que Malan obtuviera mayoría de escaños.
En paralelo, Verwoerd dio el salto definitivo a la política sudafricana en 1948, al dejar Die Transvaler para conseguir un puesto de senador por el Partido Nacional. Ya consolidado como uno de los miembros más cercanos a J. G. Strijdom, en 1950 fue nombrado ministro de Asuntos Nativos en el gobierno de Malan. Desde ese cargo implementó medidas características del apartheid, tales como el Registro de Población (1950), la Group Area Acts (1952), la reforma de la Ley de Pases (1952), la segregación racial en lugares públicos (1953) y la creación del Departamento de Educación Bantú (1953), que limitaba el currículo educativo de los niños de raza negra a la enseñanza básica. Además, Verwoerd es responsable del desplazamiento de 80 000 personas negras a los suburbios de Johannesburgo, origen del barrio de Soweto.
La retirada política de Daniel Malan en 1953 propició una lucha por el liderazgo del Partido Nacional. Aunque Malan prefería como sucesor al moderado Nicolaas Havenga, terminaría imponíendose el sector de Strijdom al que Verwoerd no dudó en apoyar, manteniendo así el ministerio de Asuntos Nativos. Strijdom fue primer ministro de Sudáfrica entre 1954 y 1958, en una legislatura marcada por la represión a los movimientos antiapartheid y la desconexión política con el Reino Unido. Cuatro meses después de revalidar su cargo en las elecciones de 1958, Strijdom falleció a consecuencia de un cáncer.

## Primer ministro de Sudáfrica
El óbito de Strijdom conllevó elecciones primarias en el Partido Nacional para elegir un nuevo líder, que además sería propuesto como primer ministro de Sudáfrica. Verwoerd se había convertido en uno de los miembros más populares entre el electorado afrikáner por la implantación de las medidas de apartheid, de modo que compitió por liderar el partido contra Eben Dönges (ministro de Interior) y Charles Robberts Swart (exministro de Justicia y premier en funciones). Finalmente, los militantes del PN confiaron en Verwoerd con mayoría en la segunda votación.
Tras la proclamación de la República Sudafricana en 1960, Verwoerd concurrió a dos elecciones más. En los comicios de 1961, los primeros sin representantes de raza negra, el Partido Nacional superó al Partido Unido de Div Graaff con el 46 % de los votos y 105 escaños. Cinco años más tarde, el 30 de marzo de 1966, superó al mismo candidato con un margen mayor, el 58 % de los votos y 126 escaños.

### Desarrollo delapartheid

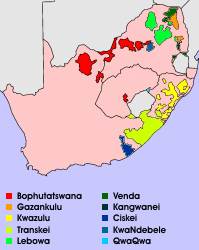
Mapa de los «bantustanes» propuestos en la Ley de Promoción de Autogobierno Bantú (1959).

Se atribuye a Verwoerd el hecho de ser quien más ha desarrollado las leyes de segregación racial del apartheid (del afrikáans, «separación»), primero como ministro de Asuntos Nativos y después como primer ministro. En esta última etapa llegó a ganarse el apodo de «arquitecto del apartheid». Frente a las denuncias de racismo tanto de la mayoría negra como de la comunidad internacional, el mandatario llegó a describir este sistema como «una política de buena vecindad», pues en sus acciones no consideraba a las personas de otras razas como verdaderos sudafricanos, sino como adscritos a afiliaciones tribales.
Bajo su gobierno se impulsó la «política de desarrollo separado», cuyo mayor ejemplo son los «bantustán» —oficialmente, Homeland—, nuevos territorios en suelo nacional que operaban como reservas tribales de habitantes no blancos. A través de la Ley de Promoción de Autogobierno Bantú de 1959, la población de raza negra perdía su representación parlamentaria; se establecía una clasificación de los ciudadanos no blancos en ocho grupos según su ascendencia étnica, y se crearon diez «patrias africanas» donde los negros debían asentarse, con una relativa autonomía administrativa. Como señuelo a la retirada del derecho al voto, los habitantes del bantustán podrían ejercerlo sólo en sus nuevas patrias. Y aunque el discurso oficial fijaba como meta la independencia de esos territorios, en la práctica el gobierno sudafricano retuvo su influencia sobre los bantustanes. Todas esas razones motivaron que muchos sudafricanos no blancos se negaran a abandonar sus hogares.
En el mismo sentido, Verwoerd impulsó la Ley Educación Universitaria (1959) que establecía la segregación racial en la educación superior. Los ciudadanos no blancos quedaron excluidos de las universidades públicas y en su lugar debían matricularse en instituciones terciarias, una para cada ascendencia étnica. La única forma de solventar ese veto era a través de un permiso por escrito del ministerio de Interior.
En 1959 se crearon competiciones deportivas separadas para cada raza, y en 1962 el ministro Johannes de Klerk anunció que los deportistas sudafricanos ya no podrían participar en eventos interraciales ni siquiera fuera del país. Esto provocó que el Comité Olímpico Internacional vetara al Comité Olímpico Sudafricano hasta 1992.

#### Economía
En aquella época, Sudáfrica era una economía de mercado emergente que basaba su desarrollo en la minería, principalmente diamantes y metales preciosos, y en la agricultura. Las medidas de apartheid estaban encaminadas a beneficiar a la población blanca afrikáner porque las zonas con recursos naturales quedaban bajo su uso y explotación, mientras que la población de raza negra debía irse a los bantustanes que suponían el 13,7 % del territorio nacional —en su mayoría, las tierras menos productivas—. Para promover ese traslado, en 1959 se aprobó una Ley de Inversión Bantú con incentivos fiscales para las empresas que se mudaran a las reservas.

#### Matanza de Sharpeville
Las medidas de segregación racial conllevaron movilizaciones de los grupos contrarios al apartheid, en su mayoría del Congreso Nacional Africano (ANC) y el Congreso Panafricano (PAC), ambos procesados en el Juicio por Traición que comenzó en 1958. La reforma de la Ley de Pases de 1960, que controlaba los desplazamientos de la población negra en zonas urbanas y rurales de Sudáfrica, fue el detonante de una revuelta en todo el país.
El 21 de marzo de 1960 se produjo la llamada «matanza de Sharpeville». Ese día, entre 5000 y 10 000 personas marcharon hacia el punto de control de Sharpeville (Transvaal) sin sus documentos de acceso, exponiéndose a ser detenidos. Los guardias solicitaron refuerzos para dispersar la concentración pacífica y allí acudió una patrulla de 130 policías antidisturbios armados, acompañados por vehículos de transporte blindado de personal. Al final, la policía intervino por la fuerza y terminó disparando a los manifestantes. El saldo de víctimas total fue de 69 fallecidos y 180 heridos, muchos de los cuales fueron disparados por la espalda cuando intentaban huir.
Verwoerd respondió a las movilizaciones de la comunidad negra declarando el estado de emergencia nueve días después, el 30 de marzo. Los líderes opositores fueron detenidos sin serles imputado cargo alguno, con más de 11 000 arrestados en total. Al mismo tiempo, el ANC y la PAC terminaron siendo ilegalizados. La masacre de Sharpeville provocó un cambio de estrategia en la oposición, que pasó de las protestas pacíficas a contemplar la resistencia armada «al no quedar otra alternativa», con los grupos Umkhonto we Sizwe (ANC) y Ejército de Liberación Popular Azania (PAC).

### Proclamación de la república

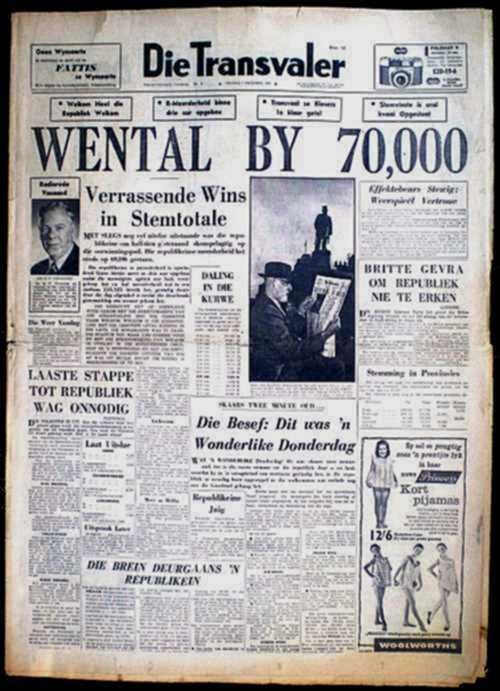
Portada de Die Transvaler con el resultado del referéndum de 1960.

Además del apartheid, Verwoerd fue el primer ministro que impulsó un referéndum de autodeterminación para convertir a Sudáfrica en una república dentro de la Mancomunidad de Naciones (Commonwealth). En aquella época, Sudáfrica era aún una colonia británica integrada en la Unión Sudafricana, así que la creación de un estado propio era una reivindicación clásica del nacionalismo afrikáner y del Partido Nacional.
Verwoerd anunció en enero de 1960 su intención de celebrar el referéndum con la aprobación del parlamento sudafricano, en el que el Partido Nacional tenía mayoría absoluta. Dos semanas más tarde, Harold Macmillan, el primer ministro británico, viajó a Sudáfrica y repitió su discurso «Vientos de cambio», pronunciado semanas atrás en Ghana, para confirmar que se aceptaría la independencia de las colonias africanas de África Austral si así lo deseaba la mayoría. No obstante, su mensaje estaba acompañado también de duras críticas al apartheid, algo interpretado como la retirada del apoyo británico a las políticas de segregación.
Para conseguir un resultado positivo, Verwoerd anunció que se reduciría la edad para votar de 21 a 18 años, el sector más proclive a la república. El censo de votantes eran personas de raza blanca de toda la Unión Sudafricana, incluyendo África del Sudoeste (actual Namibia). Y si bien los afrikáneres apoyaban mayoritariamente la independencia, los blancos de origen inglés (en especial los de la provincia de Natal) seguían siendo fieles a la Corona británica.
El referéndum se celebró el 5 de octubre de 1960 con la pregunta «¿Está usted a favor de una República para la Unión?». El «sí» se impuso con el 52,2 % de los votos (850.000 personas), mientras que el «no» cosechó el 47,7 % (776.000 personas). La proclamación oficial se produjo el 31 de mayo de 1961, coincidiendo con el aniversario de la firma del Tratado de Vereeniging, y el último gobernador general, Charles Robberts Swart, fue nombrado presidente de Sudáfrica como nuevo jefe del estado.

### Relaciones internacionales
Durante la presidencia de Verwoerd se produjeron las primeras sanciones a Sudáfrica de la comunidad internacional, indignada por el apartheid y la persecución a líderes opositores. Cuando Sudáfrica proclamó la república en 1961, la reina Isabel II del Reino Unido dejó de ser la jefa del estado y el país fue expulsado de la Mancomunidad de Naciones, a la que no regresaría hasta 1994.
El punto de inflexión en las relaciones internacionales de Sudáfrica fue la matanza de Sharpeville (1960) y la posterior persecución a la oposición. El secretario general de la Organización de las Naciones Unidas, Dag Hammarskjöld, hizo un viaje a Sudáfrica entre el 6 y el 12 de enero de 1961 para conocer de primera mano las consecuencias del apartheid, e intentó reunirse sin éxito con Hendrik Verwoerd. Ahí comenzaron las sanciones internacionales: el 6 de noviembre de 1962 fue aprobada la «Resolución 1761» por el incumplimiento sudafricano de la Carta de las Naciones Unidas, y el 7 de agosto de 1963 se aprobó en el Consejo de Seguridad un embargo de armas al que Reino Unido y Estados Unidos se sumarían un año más tarde. Además, hubo numerosas sanciones económicas y se dificultó cualquier relación comercial internacional, con ánimo de que Sudáfrica cesara el apartheid. Pese a todo ello, Verwoerd mantuvo su línea política.
Las sanciones también afectaron al ámbito deportivo. Después del veto gubernamental a que los sudafricanos no blancos pudiesen representar al país, el Comité Olímpico Internacional decretó la exclusión de Sudáfrica a partir de los Juegos Olímpicos de 1964. El país continuó asistiendo a los Juegos Paralímpicos hasta la edición de 1980. Las protestas también llegaron al rugby, el deporte más popular entre los afrikáneres. En 1960, el gobierno sudafricano aceptó que la selección de rugby de Nueva Zelanda viajase a su estado para enfrentarse a los Springboks sólo si no acudían sus jugadores maoríes, a lo que accedieron pese a las protestas de la ciudadanía neozelandesa.

## Atentados

### Primer atentado (1960)
Verwoerd sufrió un atentado en Johannesburgo el 9 de abril de 1960, durante la celebración del 50.º aniversario de la Unión Sudafricana. Después de pronunciar un discurso de apertura, David Pratt, empresario y granjero blanco de origen inglés, se acercó al primer ministro y efectuó dos disparos a bocajarro. La primera bala le perforó la mejilla y la segunda impactó en su oreja derecha. Pratt fue reducido de inmediato por un coronel, lo cual permitió que los guardaespaldas evacuasen al político.
Verwoerd permaneció consciente en todo momento, aunque sangraba abundantemente, y fue enviado de inmediato al Hospital de Johannesburgo. Dos días más tarde, los médicos confirmaron la «evolución favorable» del primer ministro y autorizaron su traslado a Pretoria, toda vez quedó descartada cualquier pérdida de audición o equilibrio. Fue necesaria una intervención quirúrgica para retirarle la bala de la mejilla. Finalmente, el 29 de mayo hizo su reaparición pública.
El atentado contra Verwoerd se había producido dos semanas después de la matanza de Sharpeville, por las que el primer ministro había recibido amenazas de muerte. Pratt declaró a la policía que disparó a Verwoerd por ser «la personificación del apartheid», aunque añadió que su intención no era matarle. En el juicio posterior, se demostró que el acusado tenía problemas mentales a través de cinco informes psiquiátricos distintos, evitando así la cárcel. En septiembre de 1960 se decretó su ingreso en un psiquiátrico de Bloemfontein, en el que apenas permanecería un año; Pratt se ahorcó en su celda el 1 de octubre de 1961, cuando las autoridades consideraron su indulto.

### Asesinato (1966)
Hendrik Verwoerd fue asesinado el 6 de septiembre de 1966 a las 14:15 horas, poco después de entrar en la Asamblea de Sudáfrica. Un empleado parlamentario, Dimitri Tsafendas, se acercó al primer ministro y le asestó varias puñaladas, una de ellas en el cuello, antes de ser reducido por otros parlamentarios. Al mandatario se le practicó una reanimación cardiopulmonar y después fue trasladado de urgencia al Hospital Groote Schuur de Ciudad del Cabo, donde solo pudieron certificar la defunción. Le quedaban dos días para celebrar su 65.º cumpleaños. Eben Dönges asumió el cargo de primer ministro en funciones.
El gobierno sudafricano organizó un funeral de estado al que asistieron 250.000 personas según la prensa nacional. Sus restos permanecen enterrados en el Acre de los Héroes de Pretoria.
Las causas por las que pudo cometerse el magnicidio nunca quedaron del todo esclarecidas, si bien se apunta a las circunstancias personales del asesino. De madre mozambiqueña y padre blanco griego, Tsafendas se vio afectado por el apartheid pese a que legalmente se le consideraba de raza blanca. En la década de 1960 había sido internado en el pabellón psiquiátrico de Ellis Island, donde se le diagnosticó esquizofrenia, y por esta razón la justicia sudafricana no podía sentenciarle a muerte. En su lugar, el juez le condenó a cadena perpetua «en nombre del presidente», lo que significaba que sólo el presidente podría liberarle. Tsafendas nunca fue indultado, por lo que permaneció en prisión hasta su muerte en 1999.

## Legado

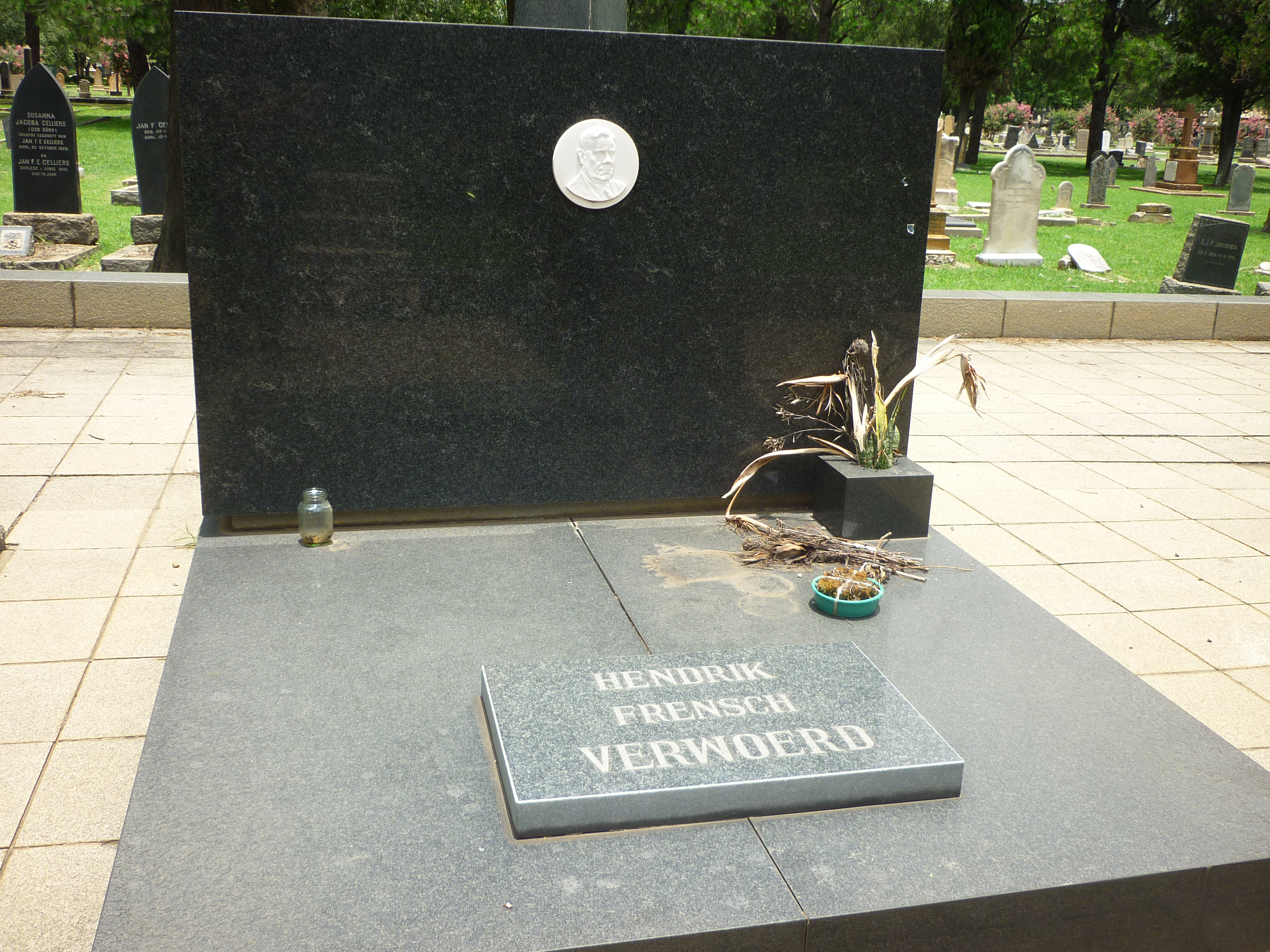
Tumba de Hendrik Verwoerd en Pretoria.

Verwoerd es recordado por ser el impulsor de la mayor parte de las leyes segregacionistas del apartheid, primero bajo los gobiernos de Malan y Strijdom, y después como primer ministro. En vida, se ganó el apoyo mayoritario de la población afrikáner beneficiada por sus políticas, mientras que era abiertamente rechazado por los blancos de origen británico y el resto de razas: negros, indios y mestizos. El gobierno de Sudáfrica surgido tras el final del apartheid ha rechazado su gestión, la retirada del derecho a voto de las personas de raza negra y el aislamiento internacional que conllevaron sus medidas. A partir de la década de 1990, en pleno proceso de reconciliación, la valoración del estadista entre los afrikáneres había caído en picado.
Mediante este modelo discriminatorio, Sudáfrica se mantuvo como el único país del África austral gobernado por una minoría blanca hasta la década de 1990. Las políticas de Verwoerd fueron continuadas a su vez por B. J. Vorster (1966-1978) y P. W. Botha (1978-1989), hasta que las sanciones de Naciones Unidas y la presión de diversos movimientos sociales y políticos (entre ellos, el Congreso Nacional Africano) propiciaron las negociaciones para terminar con el apartheid.
Además, Verwoerd fue el primer ministro que llevó a Sudáfrica a la independencia del Imperio Británico, proclamando la república el 31 de mayo de 1961. Esa fecha fue festivo nacional hasta 1993.
Cuando Hendrik Verwoerd fue asesinado, muchas calles, instalaciones e incluso alguna ciudad de Sudáfrica fueron renombradas en su honor. Sin embargo, la mayoría volvieron a cambiar de nombre tras la elección presidencial de Nelson Mandela en 1994. Los ejemplos más conocidos son el Aeropuerto de Port Elizabeth, llamado anteriormente «Aeropuerto H. F. Verwoerd»; la presa de Gariep en la Provincia del Estado Libre, y la ciudad de Verwoerdburgo en Gauteng, que desde 1995 recibe el nombre de Centurion. Otro caso significativo es el hospital general de Pretoria, anterior «Hospital Académico H. F. Verwoerd», que pasó a llamarse «Hospital Steve Biko» en honor al activista antiapartheid asesinado en 1977.
En el programa de televisión «Great South Africans», emitido en la South African Broadcasting Corporation en 2004, Verwoerd fue votado el 19.º sudafricano más relevante en la historia nacional.